# Bonte rietloper
De bonte rietloper, rietsnoerhalsloopkever of rietloopkever (Odacantha melanura) is een keversoort uit de familie loopkevers (Carabidae). De wetenschappelijke naam van de soort werd in 1767 gepubliceerd door Carl Linnaeus.